# 佩德罗·罗伊格
佩德罗·罗伊格（西班牙語：Pedro Roig，1938年12月22日—2018年11月22日），西班牙男子曲棍球运动员。他曾代表西班牙国家队参加1960年夏季奥林匹克运动会曲棍球比赛，获得一枚铜牌。